# Wolff-Umlagerung
Die Wolff-Umlagerung (seltener auch Wolff-Transposition) ist eine Namensreaktion aus dem Bereich der Organischen Chemie. Die Reaktion wurde 1902 von dem deutschen Chemiker Ludwig Wolff (1857–1919) entdeckt und beschreibt die thermische oder photochemische Umwandlung von α-Diazoketone in Ketene.

## Übersichtsreaktion
α-Diazoketone spalten bei Bestrahlung mit UV-Licht, Elektronen, durch Mikrowellenstrahlen oder Ultraschall und thermisch oder durch Flash-Vakuum-Pyrolyse sowie in Gegenwart von Übergangsmetall-Katalysatoren (meist Silber(I)-Salze) leicht Stickstoff ab und bilden intermediär ein Keten.
Das gebildete Keten ist in der Regel so reaktiv, dass es nicht isoliert wird, sondern direkt mit z. B. Wasser, Alkoholen oder Aminen zu Folgeprodukten wie Carbonsäuren, Carbonsäureester oder -amiden reagiert.

## Reaktionsmechanismus
Bei dem Reaktionsmechanismus der Wolff-Umlagerung unterscheidet man konzertiert und schrittweise ablaufenden Mechanismus.

### Schrittweise ablaufender Mechanismus
Beim schrittweise ablaufenden Mechanismus spaltet sich im ersten Schritt der Stickstoff im α-Diazoketon (1) ab, wodurch intermediär ein α-Ketocarben (2) gebildet wird. Eine anschließende 1,2-Umlagerung führt schließlich zum Keten (3) als Produkt:

### Konzertierter Mechanismus
Beim konzertierten Mechanismus spaltet sich der Stickstoff ab, wobei gleichzeitig (konzertiert) die 1,2-Umlagerung stattfindet.
Eine Übersicht über die Vielfältigkeit der Wolff-Umlagerung gibt das Review.

## Anwendung
Die Wolff-Umlagerung findet unter anderem als Teilschritt bei der Arndt-Eistert-Homologisierung Anwendung, wobei eine – um eine Methylengruppe verlängerte – Carbonsäure entsteht.